# 4-Methoxy-m-phenylendiamin
4-Methoxy-m-phenylendiamin, kurz 4-MMPD, ist eine chemische Verbindung aus der Gruppe der substituierten Anisidine.

## Gewinnung und Darstellung
4-Methoxy-m-phenylendiamin wurde erstmals 1913 durch Reduktion von 2,4-Dinitroanisol mit Eisen und Essigsäure dargestellt.

## Eigenschaften
4-Methoxy-m-phenylendiamin ist ein farbloser Feststoff, der leicht löslich in Wasser ist. Das Sulfat ist gelblich bis violett.

## Verwendung
4-Methoxy-m-phenylendiamin und sein Sulfat wurden als Bestandteil von Haar- und Pelzfärbemittel verwendet. Es wird auch als Zwischenprodukt zur Herstellung von anderen Farbstoffen verwendet.